# Handelsstandens Boldklub
Handelsstandens Boldklub er en dansk fodboldklub beliggende på Østerbro. Klubben spiller sine hjemmebanekampe i Fælledparken og er medlem af DBU København under Dansk Boldspil-Union og Danmarks Idræts-Forbund.